# Fredonia (Kansas)
Fredonia es una ciudad ubicada en el de condado de Wilson en el estado estadounidense de Kansas. En el año 2010 tenía una población de 2482 habitantes y una densidad poblacional de 400,32 personas por km².

## Geografía
Fredonia se encuentra ubicada en las coordenadas 37°31′59″N 95°49′33″O / 37.53306, -95.82583 (37.532972, -95.825834).

## Demografía
Según la Oficina del Censo en 2000 los ingresos medios por hogar en la localidad eran de $25,539 y los ingresos medios por familia eran $34,459. Los hombres tenían unos ingresos medios de $28,657 frente a los $19,231 para las mujeres. La renta per cápita para la localidad era de $14,593. Alrededor del 12.2% de la población estaban por debajo del umbral de pobreza.